# オスカル・ガルシア・ジュニエント
オスカル・ガルシア・ジュニエント（Óscar García Junyent、1973年4月26日 - ）は、スペイン・カタルーニャ州サバデイ出身の元サッカー選手、現サッカー指導者。現役時代のポジションはFWまたはMF。

## 選手経歴
カタルーニャ州のリェイダに生まれ、1984年にFCバルセロナのカンテラへ入団。1992-93シーズンの2月17日、コパ・デル・レイのベスト8アトレティコ・マドリード戦にて、前半39分に負傷したリシャルト・ヴィチュへとの途中交代でトップチームデビューを果たし、後半7分には初ゴールも挙げて6-0での大勝に貢献した。その後、1994-95シーズンのアルバセテ・バロンピエへのレンタル移籍を経て、バルセロナでレギュラーに定着した1995-96シーズンはリーグ戦28試合で10得点を挙げる活躍を見せ、ヨハン・クライフ監督のラストシーズンを支えた。しかし、翌シーズンから監督に就任したボビー・ロブソン、次のルイ・ファン・ハールの下では出場機会に恵まれなかった。
1999年の夏にバルセロナを離れてバレンシアCFへ加入するも、先発から外れることが多く、その後のRCDエスパニョールでも状況は変わらなかったため、2004-05シーズンにセグンダ・ディビシオンのUEリェイダでプレーして現役を引退した。
一方、スペイン代表としてはプロデビュー前から世代別代表へ招集されており、1991 FIFAワールドユース選手権やアトランタオリンピックなどに出場したもののA代表とは縁が無かった。

## 指導者経歴
2009年12月、ヨハン・クライフのアシスタントコーチとしてカタルーニャ代表に入り、2012年5月、マッカビ・テルアビブFCの監督に就任して監督として独り立ちするようになった。2013-14シーズンからはイングランドへ渡り、ブライトン・アンド・ホーヴ・アルビオンFCやワトフォードFCなどを率いた。
2015年12月28日、レッドブル・ザルツブルクの監督に就任した。シーズン途中での指揮となったが、リーグと国内カップをそれぞれ2015-16シーズンから2連覇する指導力を発揮した。
2017年6月15日、2年契約でリーグ・アンに所属していたASサンテティエンヌの監督へ招聘された。しかし、11月のデュルビ・デュ・ローヌで0-5と大敗したことや成績不振が原因で11月15日に解任された。
その後オリンピアコスFCでの指揮を経て、当時降格圏に沈んでいたセルタ・デ・ビーゴにフラン・エスクリバ監督の後任として2019年11月から指揮を取り始めた。2019-20シーズンはリーグ最終節になんとかチームをプリメーラに残留させることが出来たが、翌シーズンの11月9日に成績不振が原因で解任された。
2021年6月、リーグ・アンに復帰し、スタッド・ランスの監督に就任した。就任1シーズン目はリーグ12位で安定した成績を残したが、2022-23シーズンの10月に成績不振で解任された。
2023年11月3日、OHルーヴェンの監督に就任した。

## 人物
プリメーラ・ディビシオンで長らく活躍したロジェール・ガルシアは実弟にあたる。

## 監督成績
| マッカビ・テルアビブ     | イスラエルの旗   | 2012年5月22日  | 2013年5月22日  | 43  | 28  | 7  | 8  | 065.12 |
| ブライトン               | イングランドの旗 | 2013年6月26日  | 2014年5月14日  | 53  | 21  | 16 | 16 | 039.62 |
| マッカビ・テルアビブ     | イスラエルの旗   | 2014年6月2日   | 2014年8月26日  | 7   | 3   | 2  | 2  | 042.86 |
| ワトフォード             | イングランドの旗 | 2014年9月2日   | 2014年9月29日  | 4   | 1   | 2  | 1  | 025.00 |
| レッドブル・ザルツブルク | オーストリアの旗 | 2015年12月28日 | 2017年6月25日  | 73  | 51  | 12 | 10 | 069.86 |
| サンテティエンヌ         | フランスの旗     | 2017年6月15日  | 2017年11月15日 | 13  | 5   | 4  | 4  | 038.46 |
| オリンピアコス           | ギリシャの旗     | 2018年1月6日   | 2018年4月3日   | 12  | 5   | 5  | 2  | 041.67 |
| セルタ                   | スペインの旗     | 2019年11月9日  | 2020年11月9日  | 38  | 8   | 17 | 13 | 021.05 |
| スタッド・ランス         | フランスの旗     | 2021年6月23日  | 2022年10月13日 | 51  | 14  | 19 | 18 | 027.45 |
| OHルーヴェン             | ベルギーの旗     | 2023年11月3日  |                | 27  | 8   | 8  | 11 | 029.63 |
| 通算成績                 | 通算成績         | 通算成績       | 通算成績       | 322 | 145 | 92 | 85 | 045.03 |

## タイトル

### クラブ
バルセロナ
- プリメーラ・ディビシオン : 4回 (1992-93, 1993-94, 1997-98, 1998-99)
- コパ・デル・レイ : 2回 (1996-97, 1997-98)
- UEFAカップウィナーズカップ : 1回 (1996-97)
- UEFAスーパーカップ : 1回 (1997)

バレンシア
- スーペルコパ・デ・エスパーニャ : 1回 (1999)

### 監督
マッカビ・テルアビブ
- イスラエル・プレミアリーグ : 1回 (2012-13)

レッドブル・ザルツブルク
- オーストリア・ブンデスリーガ : 2回 (2015-16, 2016-17)
- オーストリア・カップ : 2回 (2015-16, 2016-17)